# Yasam
La Yasam (en hebreu: יחידת סיור מיוחדת) (transliterat: Yehidat Siyur Meyuhedet) és una unitat especial de patrulla de la policia israeliana i una unitat policial antiavalots, dedicada a la seguretat ciutadana, al control de multituds, a la prevenció de motíns i també realitza operacions especials.
Els Yasam van estar fortament implicats en el pla de retirada unilateral israelià de la Franja de Gaza d'agost del 2005, i en l'evacuació d'Amona i han rebut crítiques per haver realitzat aquestes i altres operacions.
Els agents de la Yasam són sovint exmembres de les FDI i de la policia de fronteres israeliana. Alguns han servit anteriorment en unitats de combat. Els agents de la Yasam vesteixen pantalons i jaquetes grises i porten posada una gorra negra amb la insígnia de la unitat.
En els carrers de Jerusalem els agents de la Yasam sovint es poden veure patrullant el carrer Jaffa (la principal via pública de la ciutat) muntats en motocicletes i actuant enfront de possibles atacs terroristes.
Els Yasam també han protegit a les Dones del mur durant les protestes dels jueus ultraortodoxos i han dut a terme tasques de control d'aldarulls a Jerusalem Est.

## Equipament

### Vehicles
| Motocicletes    | Motocicletes | Motocicletes |
| Nom             | Origen       | Imatge       |
| --------------- | ------------ | ------------ |
| Kawasaki KLE500 | Japó         |              |
| BMW F800GS      | Alemanya     |              |

### Armament
| Pistoles           | Pistoles     | Pistoles |
| Nom                | Origen       | Imatge   |
| ------------------ | ------------ | -------- |
| IWI Jericho 941    | Israel       |          |
| Fusells            |              |          |
| Fusell d'assalt M4 | Estats Units |          |